# Näs bruk
Näs bruk, parfois appelée simplement Näs, est une localité de la commune d'Avesta, dans le comté de Dalécarlie, en Suède. Son nom vient de la forge (bruk) qui est à l'origine de la création de la localité. Cette forge était située près des rapides que forme le fleuve Dalälven à ce niveau, dont elle utilisait l'énergie.